# Giuseppe Bianchi (astronomo)
Giuseppe Bianchi (Modena, 13 ottobre 1791 – 25 dicembre 1866) è stato un astronomo italiano.
Dopo gli studi in matematica, fisica e astronomia a Padova, dal 1819 insegnò astronomia presso l'Università di Modena e Reggio Emilia. Nel 1826, sotto la sua direzione, venne costruita la Specola di Modena. Nel 1859, per ragioni politiche, si trasferì presso l'Osservatorio privato del marchese Montecuccoli, sempre a Modena, lasciando invece la direzione della Specola di Modena a Pietro Tacchini, giovane e promettente astronomo che era stato suo allievo.
Fece parte della Commissione dei Pesi e Misure e di numerose accademie scientifiche e fu segretario della Società italiana delle Scienze. 
Nel 1834 fu pubblicato il volume degli "Atti del Reale Osservatorio di Modena" con descrizione della Specola e tutti i lavori e le osservazioni eseguiti fino a quell'anno.